# Laurent Tillie
Pour les articles homonymes, voir Tillie.
Laurent Tillie, né le 1er décembre 1963 à Alger, est un joueur de volley-ball français devenu entraîneur. Il est l'entraîneur de l'équipe de France entre 2012 et 2021. Il remporte à sa tête deux Ligues mondiales (2015 et 2017), un premier titre de champion d'Europe en 2015, puis en août 2021, alors que la France n'avait jamais atteint les quarts de finale aux Jeux olympiques, la médaille d'or aux Jeux de Tokyo 2020 (décalés en 2021). La finale du tournoi olympique gagnée face aux joueurs russes est son dernier match à la tête de l'équipe nationale.
Son fils Kévin Tillie est également volleyeur international et champion olympique en 2021 à Tokyo et 2024 à Paris.

## Biographie

### Carrière sportive
De 1984 à 1986, Laurent Tillie fait partie de l'Équipe de France, avec Stéphane Faure, Alain Fabiani, Philippe Blain ou Éric Bouvier, qui se prépara sous forme de commando en vue du Mondial de volley 1986 se déroulant en France.
Sa combativité lui permet alors d'aller jouer dans le meilleur championnat du monde, en Italie. Plus tard, il revient au Paris UC dans une équipe avec qui il gagne trois nouveaux titres de champion de France.
Entre 2001 et 2012 il est l'entraineur de l'AS Cannes Volley-Ball, club qu'il conduit au titre en 2005. Il a entraîné également l'Équipe nationale tchèque.
En juillet 2012, il succède à Philippe Blain en tant qu'entraîneur de l'équipe de France. Durant la saison 2016-2017, il dirige l'équipe féminine du RC Cannes. En mars 2020, il annonce à la surprise général qu'il quittera la direction de l'équipe de France à l'issue des JO 2020, pour prendre en mains le club japonais des Panasonic Panthers. À la suite du titre olympique, il est remplacé sur le banc par le Brésilien Bernardinho.
Depuis fin 2024, il succède à Philippe Blain en tant qu'entraineur et sélectionneur de l'équipe nationale du Japon.

### Vie privée
Son père Guy est ancien international de volley-ball et son frère Patrice est un ancien international de water-polo. Sa femme Caroline Keulen est une joueuse internationale néerlandaise de volley-ball ; ses fils, Kim et Kévin sont joueurs professionnels, le premier en basket-ball, le second en volley-ball. Son dernier fils, Killian, est international en basket-ball,. 

## Clubs (joueur)
| Club                | Pays   | De        | À         |
| ------------------- | ------ | --------- | --------- |
| AS Cannes           | France | 1980-1981 | 1983-1984 |
| Équipe de France    | France | 1984-1985 | 1985-1986 |
| Pallavolo Falconara | Italie | 1986-1987 | 1986-1987 |
| AS Cannes           | France | 1987-1988 | 1990-1991 |
| Falconara           | Italie | 1991-1992 | 1994-1995 |
| Paris UC            | France | 1995-1996 | 1997-1998 |
| Nice Volley-Ball    | France | 1998-1999 | 2000-2001 |

## Clubs (entraîneur)
| Club / Équipe Nationale | Pays               | De             | À         | Qualité   |
| ----------------------- | ------------------ | -------------- | --------- | --------- |
| AS Cannes               | France             | 2001-2002      | 2011-2012 | Principal |
| République tchèque      | République tchèque | 2005           | 2006      | Principal |
| France                  | France             | juillet 2012   | août 2021 | Principal |
| RC Cannes               | France             | 2016-2017      | 2016-2017 | Principal |
| Osaka Bluteon           | Japon              | septembre 2020 |           | Principal |
| Japon                   | Japon              | janvier 2025   | août 2028 | Principal |

## Palmarès (joueur)
En club
- Championnat de France : 1981, 1982, 1983, 1990, 1991, 1996, 1997, 1998
- Coupe de France : 1983, 1997
- Coupe de la CEV : 1981

En Équipe de France
- Médaille d'argent au championnat d'Europe de volley-ball masculin 1987
- Médaille de bronze au championnat d'Europe de volley-ball masculin 1985
- Médaille d'or aux Jeux méditerranéens de 1993
- 406 sélections en équipe de France de 1982 à 1995
- capitaine de l'équipe de France de 1991 à 1992

## Palmarès (entraîneur)
- Jeux olympiques (1)
  -  : 2020
- Ligue mondiale (2)
  - Vainqueur : 2015, 2017 [6]
- Championnat d'Europe (1)
  - Vainqueur : 2015
- Championnat de France (1)
  - Vainqueur : 2005
  - Finaliste : 2004, 2010

- Coupe de France (1)
  - Vainqueur : 2007
  - Finaliste : 2006

## Distinctions
- RMC Sport Award du manager sportif de l'année 2015[7]

## Décorations
- Chevalier de la Légion d'honneur (2022)[8], remise par Denis Masseglia, ancien président du Comité national olympique et sportif français à Montpellier le 5 juin 2023[9]
- Citoyen d'honneur de la Ville de Cannes le 11 août 2021[10].